# Hora.gv.at
Die Webseite hora.gv.at (englisch Natural Hazard Overview & Risk Assessment Austria, kurz HORA, früher eHORA) ist der Umweltwarndienst des Bundesministeriums für Land- und Forstwirtschaft, Regionen und Wasserwirtschaft (BML) der Republik Österreich.

## Geschichte
Nach den Hochwässern 2002 und 2005 wurde von staatlicher Seite und den Versicherungsträgern beschlossen, das räumliche Risiko von Naturkatastrophen, insbesondere Überschwemmungen, für ganz Österreich zentral zu erfassen und aufzuarbeiten, um so die Schadenspotentiale besser abzuschätzen und bewerten zu können. Dieses Projekt Hochwasserrisikozonierung Austria (HORA) folgt dem Richtlinienvorschlag der EU-Kommission von Anfang 2006 und nimmt die Kernforderung der Richtlinie 2007/60/EG über die Bewertung und das Management von Hochwasserrisiken (EU-Rahmenrichtlinie) nach verstärkter Information für die Bevölkerung vorweg. Außerdem wurde beschlossen, Informationen zu Hagelschlag (laut Münchener Rück machen Hagelschäden 20 % aller Unwetterschäden aus) und Erdbebengefahren in einem gemeinsamen Rahmen mitzuerfassen.
Nach den positiven Erfahrungen, die man schon bei der Lawinenkatastrophe von Galtür 1999 in Tirol mit GIS-basierten, im Ereignisfall schnell und für alle beteiligten Dienststellen und betroffenen Bürger frei zugänglichen Daten gemacht hat, war die Ausarbeitung einer Internetplattform von Beginn zentrales Anliegen des Projekts.
Die Zonierung stand ab 2006 als eHORA online und umfasste auch die Erdbeben- und Hagelschlagsgefährdung (die vollständige Erfassung dauerte bis 2011).
Seit 2014 ist die Version 2.0 von eHORA online, die eine modernere Oberfläche und mehr Informationen bietet: Inzwischen wurde das ursprünglich auf Wasserschaden fokussierte Projekt als „digitale Gefahrenlandkarte“ zu einem umfangreichen Umweltwarndienst ausgebaut, und firmiert seither als Natural Hazard Overview & Risk Assessment Austria (deutsch ‚Übersicht über Naturgefahren und Risikoanalyse‘) zum Akronym HORA.

## Onlineangebot HORA
Auf der Webseite HORA kann mittels Adresseneingabe, Suchmaske oder Kartenklick eine digitale Gefahrenlandkarte bis in den Maßstab der Katastergrenzen und Grundstücke abgerufen werden, in welchen Bereichen Gefährdungspotential bei Naturgefahren oder „Versagen der bestehenden Schutzmaßnahmen (z. B. bei einem Dammbruch) besteht“.
Das WebGIS-Angebot der Hochwasserrisikozonierung Austria wird von der Sektion VII/5 das BMLFUW zusammen mit TU Wien und IAWG erstellt und gepflegt, und am Land-, forst- und wasserwirtschaftlichen Rechenzentrum (LFRZ) betrieben. Daten werden auch von der Zentralanstalt für Meteorologie und Geodynamik (ZAMG) in Zusammenarbeit mit dem Geoforschungszentrum Potsdam (GFZ) sowie vom Umweltbundesamt (UBA) beigetragen.
Heute (Stand 10/2023) umfasst das Angebot folgende Bereiche:
- Hochwasser:
  - die Gefahrendarstellung Fließgewässer (ursprüngliche Risikozonierung für Hochwasser, einschließlich Überflutungszonen der Stillgewässer)
  - den Gefahrenzonenplan Lawinen der Wildbach- und Lawinenverbauung (die.Wildbach)
  - aktuelle Pegelstände
  - die  Adresszonierung (Gesamtrisiko nach PLZ-Bereich, absolut und relativ nach betroffenen Adressen)
- Erdbeben: Risikozonierung und Informationen zu jüngsten Erdbeben (von der ZAMG)[11]
- Sturm: Sturmwarnungen und Winddaten (von der ZAMG)
- Blitzschlag: die Blitzortung ALDIS (Austrian Lightning Detection & Information System), die Hagelgefährdungskarte und Übersicht über jüngere Hagelschlagereignisse (von der VVO)
- Hagel
- Schneelast: Starkschneeereignis, Schneelastzonierung mit Höhenberechnung (Normwerte)
- Luftemissionen (nur für registrierte Benutzer, vom UBA)
- Wetterprognosen (inkludiert von der Webseite der ZAMG)

Damit gibt die Webseite einen Überblick über viele natürliche und anthropogene Naturgefahren.